# George Gissing
George Gissing (Wakefield, 22. studenog 1857. – Saint-Jean-Pied-de-Port, 28. prosinca 1903.), engleski književnik.
Oslikava naturalistički mračni ambijent bijede u kojem žive siromašni slojevi, pokazujući razoran utjecaj toga stanja na pojedinca. Ne nalazeći rješenje toj bijedi koju stvara bezdušno društvo, u njegovim se romanima često odražava bezizglednost. Napisao je studiju o Dickensu, koji je na njega snažno utjecao. Objavio je zbirke putopisa i eseja. 

## Djela
- "Radnici u zoru",
- "Izvan klase",
- "Demos",
- "New Grub Street",
- "Prekobrojna".